# Rodovia estadual coincidente
Uma Rodovia Estadual Coincidente é uma definição de rodovias brasileiras com nomenclatura federal (prefixo BR) construída e conservada pelo governo estadual onde, além de constar no plano rodoviário do estado, coincidente também com a diretriz de rodovias presentes no plano rodoviário federal de 1973. Além disso, podem-se incluir nesta classificação rodovias que não estejam no plano rodoviário do estado mas são historicamente conservadas pelo poder estadual ou foram cedidas pela união para o estado.